# Phare du cap Marlera
Le phare du cap Marlera (en croate : Marlera Svjetionik) est un feu actif situé à la pointe extrême sud-est de la péninsule d'Istrie, sur la municipalité de Medulin dans le Comitat d'Istrie en Croatie. Le phare est exploité par la société d'État Plovput .

## Histoire
Ce phare, mis en service en 1830, se trouve sur un promontoire à l'est du Cap Kamenjak et environ 13 km au sud-est de Pula. Il marque le passage du golfe de Venise à la baie de Kvarner.

## Description
L'ancien phare  est une tour carrée en maçonnerie de 9,5 m de haut, avec galerie et lanterne, au pignon d'une maison de gardien d'un étage. Le nouveau phare est une tourelle métallique blanche, portant la nouvelle balise, à côté de l'ancien.Le bâtiment est blanc. Il émet, à une hauteur focale de 35 m, un bref éclats blancs et rouges, selon direction, toutes les 8 secondes. Sa portée est de 9 milles nautiques (environ 17 km).
Identifiant : ARLHS : CRO-094 - Amirauté : E2750 - NGA : 12060 .

## Caractéristiques dufeu maritime
Fréquence :
- Lumière (W) : 8 (0.5+7.5) secondes

|                  |
| Comitat d'Istrie |

### Lien connexe
- Liste des phares de Croatie